# Youtube-dl
youtube-dl é um gerenciador de download de código aberto para vídeo e áudio do YouTube  e de mais de 1000 outros sites de hospedagem de vídeo.
É lançado sob a licença de software Unlicense.
Em maio de 2012, youtube-dl foi um dos projetos mais marcados no GitHub, com mais de 95,8 mil estrelas.
De acordo com o libraries.io, 269 outros pacotes e 1,43k repositórios dependem dele.

## História
O youtube-dl foi criado em 2006 por Ricardo Garcia.  Inicialmente, apenas o YouTube era compatível, mas conforme o projeto cresceu, ele começou a oferecer suporte a outros sites de compartilhamento de vídeo.  Ricardo Garcia deixou o cargo de mantenedor em 2011 e foi substituído por phihag, que mais tarde deixou o cargo e foi substituído por dstftw. 

### Pedido takedown RIAA
Em 23 de outubro de 2020, a Recording Industry Association of America (RIAA) emitiu um aviso de remoção para o GitHub de acordo com o Digital Millennium Copyright Act (DMCA), solicitando a remoção do youtube-dl e de 17 forks públicos do projeto. A solicitação da RIAA argumentou que o youtube-dl viola as disposições anti-evasão da Seção 1201 do DMCA e as disposições da lei de direitos autorais alemã, uma vez que contorna uma "cifra contínua" usada pelo YouTube para gerar o URL do próprio arquivo de vídeo (que o A RIAA é considerada uma medida de proteção técnica eficaz, uma vez que é "destinado a inibir o acesso direto aos arquivos de vídeo do YouTube subjacentes, impedindo ou inibindo o download, cópia ou distribuição dos arquivos de vídeo"), e que sua documentação expressamente encorajada seu uso com mídia protegida por direitos autorais, listando videoclipes de artistas representados pela RIAA como exemplos. O GitHub atendeu à solicitação. 
Os usuários criticaram a remoção, observando os usos legítimos do aplicativo, incluindo o download de conteúdo de vídeo lançado sob esquemas de licenciamento aberto ou para criar trabalhos derivados de uso justo (como para fins de arquivamento e reportagem de notícias). 
A atenção do público para a derrubada resultou no efeito Streisand que lembra o da derrubada do DeCSS.
Os usuários publicaram novamente o código-fonte do software pela Internet em vários formatos. Os usuários postaram imagens no Twitter contendo todo o código-fonte do youtube-dl codificado em cores diferentes em cada pixel. Os usuários do GitHub também enviaram solicitações de pull para o próprio repositório do GitHub de avisos de remoção DMCA que incluíam o código-fonte do youtube-dl.
Em 16 de novembro de 2020, o GitHub restabeleceu publicamente o repositório, depois que a Electronic Frontier Foundation enviou ao GitHub um documento contestando o aviso de remoção, que esclarecia que o software não era capaz de violar os sistemas DRM comerciais.

O GitHub também anunciou que futuras reivindicações de remoção sob a Seção 1201 seriam examinadas manualmente, caso a caso, por especialistas jurídicos e técnicos.

## Ligaçõex externas
- site do Youtube-dl